# HD 111232 b
HD 111232 b는 파리자리 방향으로 지구로부터 약 95광년 떨어진 곳에 있는 외계 행성이다. 모항성은 태양과 비슷하나 좀 더 어두운 분광형 G8의 주계열성 HD 111232이다. 이 행성의 질량은 최소 목성의 6.8배이다. 2003년 6월 30일 마이클 메이어 연구진이 칠레 소재 라 실라 천문대 CORALIE 분광사진기를 이용, 이 행성을 발견했다. 마이클 메이어는 같은 날 HD 41004 Ab, HD 65216 b, HD 169830 c, HD 216770 b, HD 10647 b, HD 142415 b의 여섯 개 외계 행성들도 함께 발견했다.

## 참고 문헌
- (영어) Mayor;  외. (2004). “The CORALIE survey for southern extra-solar planets XII. Orbital solutions for 16 extra-solar planets discovered with CORALIE”. 《Astronomy and Astrophysics》 415: 391–402. doi:10.1051/0004-6361:20034250.